# Halmstad Golfklubb
Halmstad Golfklubb är en golfklubb i som grundades 1930 i Halmstad. Klubben har idag två 18-hålsbanor i Tylösand varav norra banan rankades som Sveriges bästa bana 2005 av Golf Digest och av samma tidskrift som den 67:e bästa utanför USA år 2007.

## Historia
Klubben bildades 1930 och det första åren bedrevs spelet på en provisorisk bana anlagd på ett till I16 tillhörande övningsområde. Först 1935 påbörjades arbetet med att bygga en 18-hålsbana i Tylösand. Detta gjordes som beredskapsarbete och var en åtgärd från kommunens sida mot ungdomsarbetslösheten. Kostnaden delades mellan staten, kommunen och föreningen. Banan stod klar 1938 med invigning den 17 september. Redan 1939 spelades det första svenska mästerskpet på den nya banan.
År 1963 fick klubben tillstånd att bygga ytterligare 9 hål. Dessa, tillsammans med de sista 9 hålen från den ursprungliga banan, bildade den Norra banan. Banan invigdes den 13 maj 1967. Södra banan blev en komplett 18-hålsbana 1979 efter att ytterligare 9 nya hål kombinerats med 9 hål från den ursprungliga banan. Båda banorna har par 72.
År 2006 genomfördes en omfattande ombyggnad av klubbhuset från 1938 inför det stundande Solheim Cup. Stora delar av det ursprungliga huset revs, och en ny del tillkom som gör det nya klubbhuset betydligt större än det gamla. Dock bevarades den ursprungliga arkitektoniska stilen med gult tegel nertil och svartmålad panel upptill.

## Tävlingar på Halmstad Golfklubb
Nedan följer ett urval av de viktigaste tävlingarna som hållits på Halmstad Golfklubb.
- 1939 - SM
- 1962 - Kontinentalmästerskapet Europa- Storbritannien/Irland
- 1963 - Dunlop Cup
- 1967 - Dunlop Cup
- 1969 - EM för damamatörer
- 1973 - SM
- 1978 - SISM
- 1982 - PGA- mästerskapet
- 1985 - Lag-EM för herrar
- 1986 - St.Andrews Trophy
- 1988 - PGA- mästerskapet
- 1989 - PGA- mästerskapet
- 1990 - PGA- mästerskapet
- 1991 - PGA- mästerskapet
- 1992 - PGA- mästerskapet
- 1997 - Vagaliano Trophy
- 1998 - EM för rörelsehindrade
- 1999 - Chrysler Open
- 2000 - Chrysler Open
- 2002 - PGA- mästerskapet
- 2007 - Solheim Cup
- 2015 - Lag-EM för herrar 7-11 juli [3][4]
- 2022 Scandinavian Mixed

## Solheim Cup
Halmstad Golfklubb arrangerade Solheim Cup 14-16 september 2007 som hittills varit det största arrangemanget i klubbens historia. 90.000 biljetter fanns tillgängliga (de flesta var sålda i förväg) och tävlingen beräknades ha en publik på 300 miljoner TV-tittare världen över. Tävlingen vanns av USA med siffrorna 12-16 och spelades på Norra banan.